# The Last Show
Ne doit pas être confondu avec A Prairie Home Companion.
Pour plus de détails, voir Fiche technique et Distribution.
The Last Show ou La Mélodie des prairies au Québec (A Prairie Home Companion) est un film américain réalisé par Robert Altman et sorti en 2006.
Ce film musical est basé sur l'émission radiophonique américaine A Prairie Home Companion animée par Garrison Keillor, scénariste du film et interprète de son propre rôle. C'est le dernier film de Robert Altman, mort quelques mois après sa sortie aux États-Unis.

## Synopsis
Le samedi soir, la foule se presse à l'entrée du Fitzgerald Theater (en) de Saint Paul, dans le Minnesota, pour assister au phénomène radiophonique hebdomadaire A Prairie Home Companion. Largement diffusée, l'émission, devenue « culte », propose un spectacle, fait de chansons soul et country, de publicités ringardes, de saynètes humoristiques et rétro, qui ont survécu à l'épreuve du temps, des modes et de la télévision.
Dans les loges, les artistes s'apostrophent, se chamaillent, évoquent une fois encore leurs souvenirs, se préparent à entrer en scène, mais tous savent que la station de radio vient d'être rachetée par un groupe texan, et que ce show est donc peut-être le dernier.

## Fiche technique
- Titre original : A Prairie Home Companion
- Titre français : The Last Show
- Titre québécois : La Mélodie des prairies
- Réalisation : Robert Altman
- Scénario : Garrison Keillor, d'après l'histoire de Garrison Keillor et Ken LaZebnik
- Musique : Richard Dworsky
- Photographie : Edward Lachman
- Montage : Jacob Craycroft
- Production : Robert Altman, Wren Arthur, Joshua Astrachan, Tony Judge et David Levy ;
  - Production exécutive : John Penotti, William Pohlad, George Sheanshang et Fisher Stevens
  - Coproduction exécutive : Gerard Cafesjian, Frederick W. Green, Patty Payne Greene et John Stout
- Sociétés de production : GreeneStreet Films, River Road Entertainment et Sandacastle 5
- Sociétés de distribution : Bac Films (France), Picturehouse Entertainment LLC (USA), New Line Cinema (USA, DVD)
- Pays de production:  États-Unis
- Genre : comédie dramatique, musical
- Durée : 105 minutes
- Dates de sortie : 
  - Allemagne : 12 février 2006 (Berlinale)
  - États-Unis : mars 2006 (festival South by Southwest)
  - États-Unis : 9 juin 2006 (sortie nationale)
  - France : 6 décembre 2006
  - Belgique : 6 décembre 2006

## Distribution

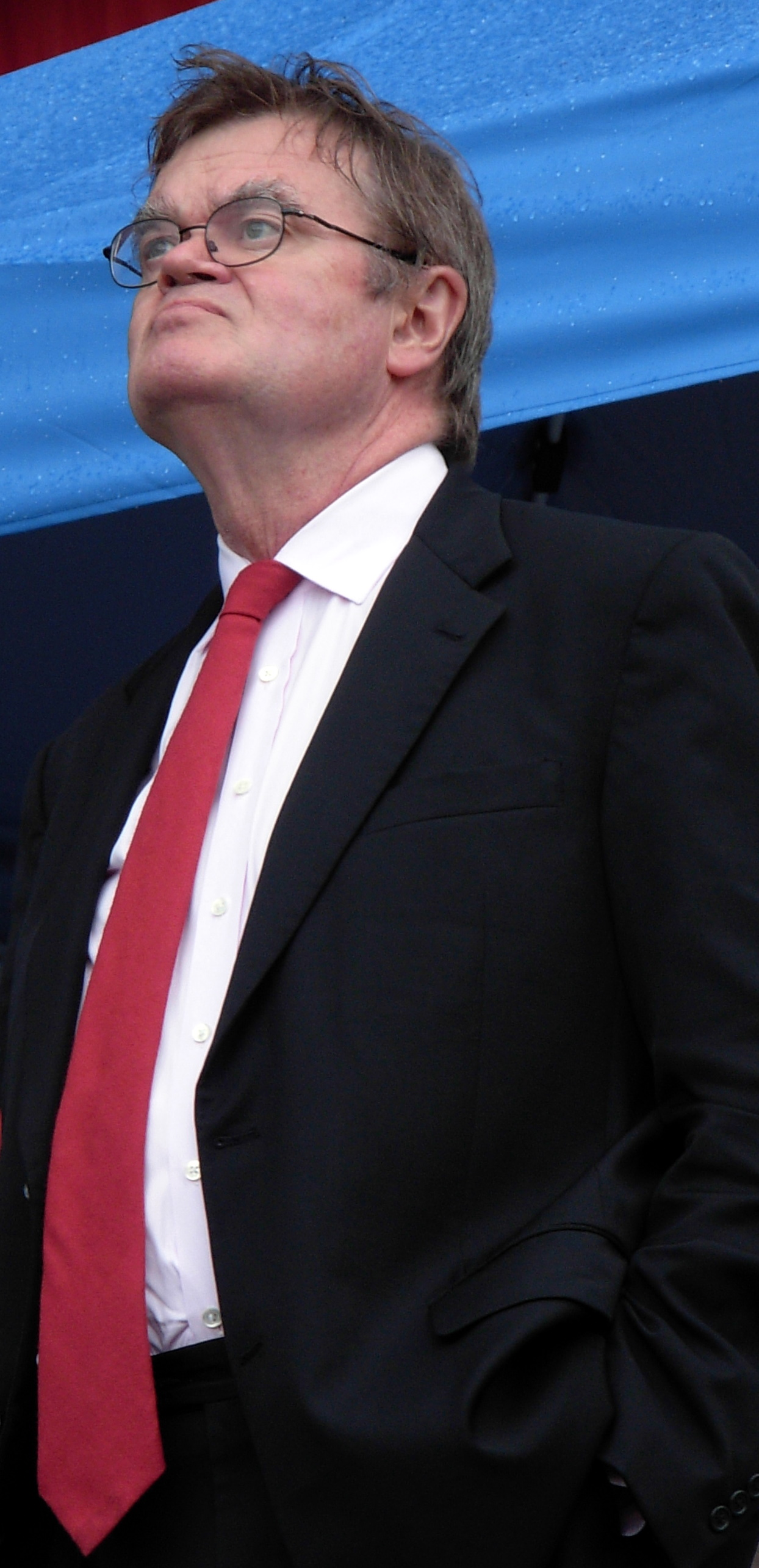
Garrison Keillor, créateur de l'émission A Prairie Home Companion qui lui servira pour l'écriture du scénario de The Last Show.

- Garrison Keillor (VF : Michel Dodane) : lui-même, dit "GK"
- Meryl Streep (VF : Frédérique Tirmont) : Yolanda Johnson
- Lily Tomlin (VF : Michèle Bardollet) : Rhonda Johnson, la sœur de Yolanda
- Lindsay Lohan (VF : Barbara Beretta) : Lola Johnson, la fille de Yolanda
- Woody Harrelson (VF : Georges Caudron) : Dusty
- John C. Reilly (VF : Pierre Laurent) : Lefty
- L.Q. Jones (VF : Daniel Beretta) : Chuck Akers
- Kevin Kline (VF : Jean-Philippe Puymartin) : Guy Noir
- Virginia Madsen (VF : Anne Deleuze) : Asphodèle, l'ange de la Mort
- Tommy Lee Jones (VF : Michel Paulin) : l'exécuteur
- Maya Rudolph (VF : Laura Préjean) : Molly
- Sue Scott (en) : Donna, la maquilleuse
- Marylouise Burke (en) (VF : Lucie Dolène) : Evelyn, la cantinière
- Tim Russell (en) (VF : Patrice Dozier) : le régisseur
- Tom Keith (en) : le responsable des effets sonores
- Robin et Linda Williams (en)
- Jearlyn Steele : elle-même

Doublage français[réf. nécessaire]
- Voix additionnelles : Claude Lombard, Michaël Aragones
- Direction artistique : Daniel Beretta
- Adaptation : Nadine Delanoë

## Commentaires
- A Prairie Home Companion est une vraie émission de radio, très célèbre aux États-Unis, qui diffuse principalement de la musique country.
- Meryl Streep avait déjà tourné avec Kevin Kline pour Le Choix de Sophie en 1982 et avec John C. Reilly dans La Rivière sauvage en 1994 et The Hours en 2003 (bien que pour ce film, ils n'ont aucune scène commune).
- Avant The Last Show, Meryl Streep avait déjà chanté dans Ironweed : La Force du destin (1987), dans Bons baisers d'Hollywood (1990). Elle tient par la suite le rôle principal dans Mamma Mia ! (2008).
- George Clooney était initialement pressenti pour incarner Guy Noir et Michelle Pfeiffer pour la femme mystérieuse mais les comédiens se sont retirés du projet[réf. nécessaire].

## Distinctions
- Gotham Independent Film Awards 2006 : meilleure distribution